# Fichtenspargelgewächse
Die Einteilung der Lebewesen in Systematiken ist kontinuierlicher Gegenstand der Forschung. So existieren neben- und nacheinander verschiedene systematische Klassifikationen. 
Das hier behandelte Taxon ist durch neue Forschungen obsolet geworden oder ist aus anderen Gründen nicht Teil der in der deutschsprachigen Wikipedia dargestellten Systematik.

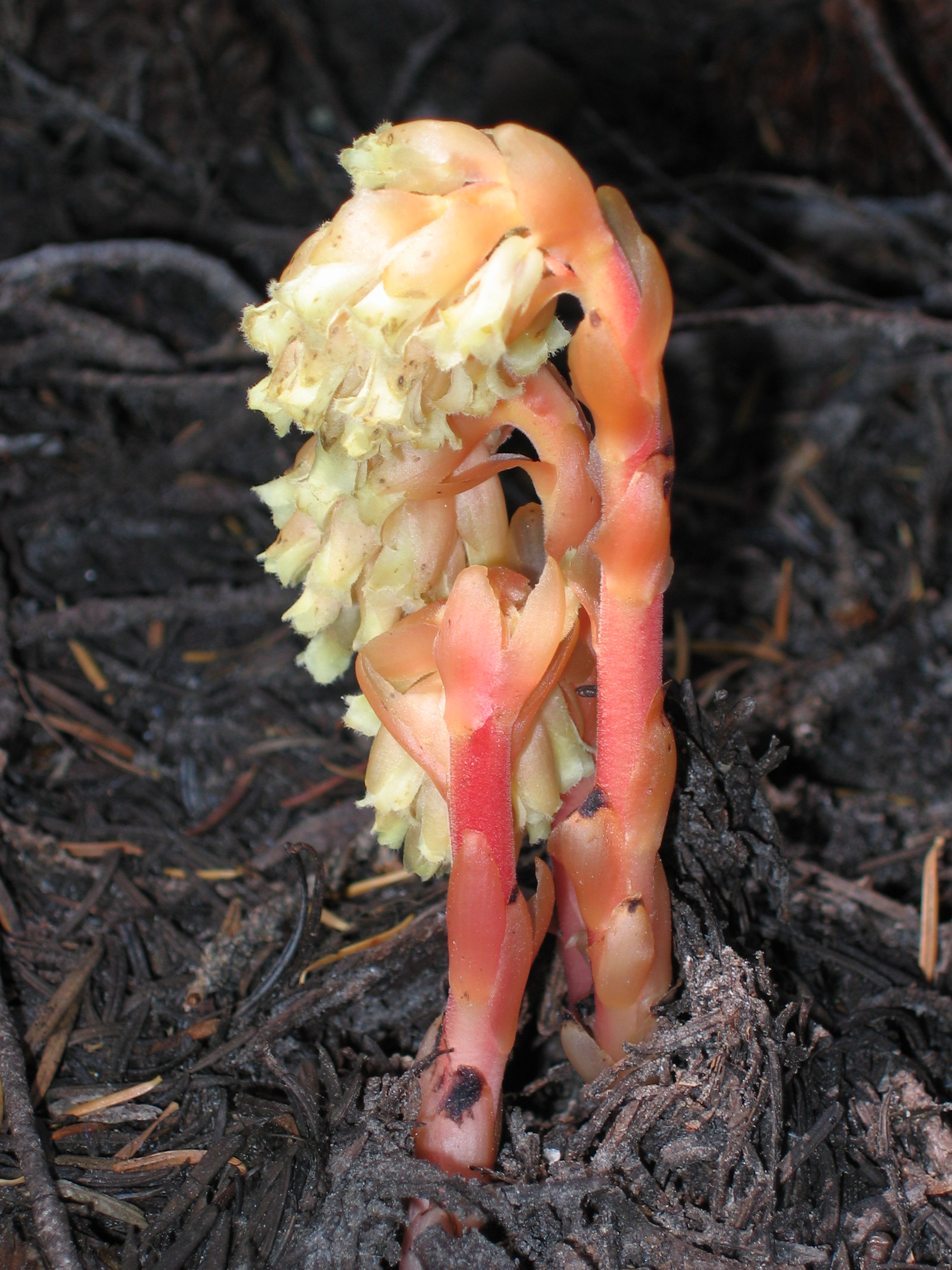
Fichtenspargel (Monotropa hypopitys)

Die Fichtenspargelgewächse (Monotropaceae) sind chlorophyllfreie, mehrjährige, krautige Pflanzen, die als Angehörige der Waldflora auf der Nordhalbkugel der Erde vorkommen. Sie wurden bis gegen Ende des 20. Jahrhunderts als natürliche Abstammungsgruppe angesehen und als eigene Familie Monotropaceae (bzw. als Unterfamilie Monotropoideae innerhalb der Heidekrautgewächse) geführt. Inzwischen sind sie mit den früher ebenfalls als eigene Familie eingestuften Wintergrüngewächsen (Pyrolaceae) zusammengeführt und als Unterfamilie Monotropoideae in die Heidekrautgewächse (Ericaceae) eingegliedert worden.

## Arten
Die Fichtenspargelgewächse enthalten zehn Gattungen mit zwölf Arten:
- Allotropa virgata (westl. Nordamerika)
- Cheilotheca khasiana und Ch. malayana (Süd- und Ostasien)
- Hemitomes congestum (westl. Nordamerika)
- Monotropa: Monotropa hypopitys (Europa, Asien und Nordamerika) und Monotropa uniflora (Nordamerika, Asien)
- Monotropastrum humile (Süd- und Ostasien)
- Monotropsis odorata (südöstliches Nordamerika)
- Pityopus californicus (westl. Nordamerika)
- Pleuricospora fimbriolata (westl. Nordamerika)
- Pterospora andromedea (Nordamerika)
- Sarcodes sanguinea (westl. Nordamerika)

Bis auf Monotropa und Cheilotheca sind alle Gattungen monotypisch.

## Systematik
Phylogenetische Analysen mit Hilfe molekulargenetischer Methoden haben gezeigt, dass es sich bei den Fichtenspargelgewächsen um eine paraphyletische Gruppe handelt: die "monotropen" (chlorophylllosen) Gattungen Sarcodes und Pterospora sind näher mit einigen Wintergrüngewächsen verwandt als mit den übrigen Fichtenspargelgewächsen. Sie bilden daher in der neuen Unterfamilie Monotropoideae die Tribus Pterosporeae, während alle übrigen monotropen Gattungen in die Tribus Monotropeae gestellt werden.

## Verbreitung
Vertreter der Fichtenspargelgewächse kommen in Nadel- und Laubwäldern der nördlichen Hemisphäre vor, insbesondere solchen, die aus Arten der Buchen- (Fagaceae), Weiden- (Salicaceae) und Kieferngewächse (Pinaceae) sowie Flügelfruchtgewächse (Dipterocarpaceae) aufgebaut sind.
Das Mannigfaltigkeitszentrum liegt mit acht Arten (fünf davon endemisch) im westlichen Nordamerika. Das östliche Nordamerika und (Süd-)Ostasien haben mit vier bis fünf Arten eine relativ hohe Diversität. In Europa gibt es dagegen nur eine Art, den Fichtenspargel (Monotropa hypopitys L.). Er ist mit Vorkommen in allen drei Erdteilen der Kosmopolit unter den Fichtenspargelgewächsen.

## Mykotrophie
Allen Fichtenspargelgewächsen fehlt im Gegensatz zu den Wintergrüngewächsen das für autotrophe Pflanzen charakteristische Chlorophyll. Die zu ihrer Ernährung benötigten Kohlenstoffverbindungen erhalten die Pflanzen von Pilzen aus der Klasse Basidiomycota. Über das gemeinsame Hyphennetzwerk werden somit indirekt die Gehölzpartner der Mykorrhiza parasitiert (Epiparasitismus). Dabei ist jede Gattung (z. T. sogar Art) auf eine andere Gattung oder Artengruppe von Ektomykorrhizapilzen spezialisiert.
Ökologisch lassen sich die myko-heterotrophen Fichtenspargelgewächse als "epiparasitische Monotropoideae" zusammenfassen und von den myko-autotrophen ehemaligen Pyrolaceen abgrenzen. Evolutionär ist ihre spezialisierte Lebensweise aber innerhalb der Heidekrautgewächse mindestens zweimal unabhängig voneinander entstanden.